# Cirnik, Brežice
Cirnik je naselje v Občini Brežice.
V vasi je nekdaj stal grad Gračeno, ki pa se od 15. stoletja naprej ne omenja več.

## Prebivalstvo
Etnična sestava 1991:
- Slovenci: 92 (100 %)